# Hans Freyer
Hans Freyer (Lipsia, 31 luglio 1887 – Ebersteinburg, 18 gennaio 1969) è stato un sociologo tedesco.
Esponente della Lebensphilosophie («filosofia della vita»), fu un promotore del neo-hegelismo e della cosiddetta rivoluzione conservatrice. Fu anche il fondatore del movimento sociologico della scuola di Lipsia.

## Biografia
Cominciò a studiare teologia, economia nazionale, storia e filosofia all'Università di Greifswald nel 1907, con l'obiettivo di diventare teologo luterano. Un anno più tardi si trasferì a Lipsia, dove inizialmente seguì gli stessi corsi, per poi abbandonare le lezioni teologiche. Ottenne il dottorato di ricerca nel 1911. I suoi primi lavori sulla filosofia della vita ebbero influenza sul movimento giovanile tedesco dell'epoca. Nel 1920 ottenne l'abilitazione come docente e nel 1922 divenne professore all'Università di Kiel.
Trasferitosi nel 1925 all'Università di Lipsia, fondò il dipartimento di sociologia, che diresse fino al 1948, dove sviluppò l'indirizzo storicistico e la cosiddetta scuola di Lipsia. Simpatizzando per il movimento hitleriano, riuscì a far fuori lo schietto oppositore Ferdinand Tönnies dalla carica di presidente della Società tedesca di sociologia (DGS).
Nel 1933 firmò il giuramento di lealtà dei professori tedeschi ad Adolf Hitler e allo Stato nazionalsocialista.
Come presidente del DGS, fermò tutte le attività dal 1934 in avanti; dal 1938 al 1944 fu a capo dell'Istituto tedesco della cultura a Budapest. Insieme a Walter Frank iniziò una storiografia del movimento völkisch di stampo razzista e antisemita.
Fu protestante e sposò Käthe Lübeck, da cui ebbe quattro figli.
Dopo la seconda guerra mondiale, divenne per lui insostenibile restare a Lipsia, rientrante nella zona di occupazione sovietica, così nel 1948 si stabilì a Wiesbaden per lavorare alla casa editrice Brockhaus. Si diede all'insegnamento per altri soli tre anni, dal 1953 al 1955, all'Università di Münster e per un breve lasso di tempo nel 1954 ad Ankara, dove aiutò ad aprire un istituto di sociologia.

## Opere
- Prometheus, 1923
- Ideen zur Philosophie der Kultur, 1923
- Der Staat, 1925
- Soziologie als Wirklichkeitswissenschaft, 1930 (2ª ed. 1964)
- Einleitung in die Soziologie, 1931
- Revolution von Rechts, 1931
- Herrschaft und Planung, 1933
- Das Politische Semester 1933
- Machiavelli, 1938
- Weltgeschichte Europas, 1948 (2ª ed. 1954)
- Theorie des gegenwärtigen Zeitalters, 1955